# أبو بكر بن النضر بن أنس بن مالك
أبو بكر بن النضر بن أنس بن مالك، الأنصاري البصري، تابعي من صغار التابعين ومُحدّث، حفيد الصحابي أنس بن مالك. روى له النسائي.

## روايته للحديث النبوي
- روى عن: أبيه النضر بن أنس بن مالك عن جده أنس بن مالك.
- روى عنه: عبيد الله بن عبيد الله مؤذن مسجد خرادين.
- الجرح والتعديل: لم يُذكر عنه شيء.[1]